# Монгар (дзонгхаг)
Монгар (дзонг-кэ མོང་སྒར་རྫོང་ཁག་, вайли mon sgar, лат. mongar) — дзонгхаг в Бутане, относится к восточному дзонгдэю. Административный центр — Монгар.
Частично дзонгхаг расположен на территории Национального парка Тхрумшинг (англ. Thrumshingla National Park), некоторые населённые пункты находятся на территории парка, например, Шонгар-дзонг.

## География
Регион разделяется рекой Кури-чу, которая протекает достаточно низко — на высоте около 550 м. В долине реки растут ананасы, личжи, апельсины. Однако долина вдоль реки невелика, и основные поселения находятся выше.

## Население
Дзонкхаг более густонаселён (96 чел. на кв. метр) по сравнению с Бумтангом. По данным 2012 года население региона составляет 52 490 человек.
В дзонгхаге 49 школ (в том числе две со старшими классами), в которых обучаются 8700 учащихся, 192 монастыря (лакханга) и 1984 чортена, одна крупная больница в Монгаре.

## Административное деление
В состав дзонгхага входят 17 гевогов:

| - Балам - Гонгдю - Джурмей - Драмеце - Дрепунг - Кенгкхар - Монгар - Наранг - Нгацанг | - Салинг - Силамби - Тхангронг - Цакалинг - Цаманг - Часкхар - Чхали - Шеримунг |

## Экономика
Разводится крупный рогатый скот. Хорошо обеспечен сельскохозяйственной продукцией. В регионе расположены обширные картофельные поля.

## Достопримечательности
Территория дзонгхага менее исследована западными путешественниками из-за удалённости и сравнительно меньшего количества достопримечательностей, буддийских монастырей и событий, чем в соседнем Бумтанге. Тем не менее в области имеется немало знаменитых мест.
- Монгар-дзонг в городе Монгар, изящный и впечатляющий.
- Шонгар-дзонг — развалины древней крепости в джунглях.
- Монастырь Драмеце-гомпа в удалённом районе, в котором проводятся ежегодные фестивали цечу.
- Монастырь Гуру-лакханг